# Jabara (dorp)
Jabara is een plaats in de Estlandse gemeente Lüganuse, provincie Ida-Virumaa. De plaats heeft de status van dorp (Estisch: küla) en telt 49 inwoners (2021).
De plaats ligt aan de Finse Golf.